# Studénka (Bakov nad Jizerou)
Studénka je samota, část města Bakov nad Jizerou v okrese Mladá Boleslav. Stojí asi 3,8 kilometru jihovýchodně od Bakova nad Jizerou.

## Historie
První písemná zmínka o vesnici pochází z roku 1297.
V letech 1869–1880 byla samota součástí obce Horka, v roce 1890 součástí obce Koprník, v letech 1900–1950 součástí obce Koprník-Násedlnice a v roce 1961 součástí města Bakov nad Jizerou.

## Obyvatelstvo
| Rok            | 1869 | 1880 | 1890 | 1900 | 1910 | 1921 | 1930 | 1950 | 1961 | 1970 | 1980 | 1991 | 2001 | 2011 | 2021 |
| -------------- | ---- | ---- | ---- | ---- | ---- | ---- | ---- | ---- | ---- | ---- | ---- | ---- | ---- | ---- | ---- |
| Počet obyvatel | 93   | 140  | 113  | 97   | 131  | 182  | 137  | 77   | 59   | 37   | 27   | 4    | 1    | 4    | 1    |
| Počet domů     | 5    | 5    | 5    | 4    | 5    | 5    | 5    | 6    | 5    | 2    | 2    | 1    | 1    | 1    | 1    |

## Zámek
Nachází se zde dvoukřídlý renezanční zámek na místě tvrze, kde je prvně připomínán Vlastibor ze Studénky v roce 1297. Tehdy byl součástí uváděné velké tvrze i pozdně románský kostel. Další známý majitel tvrze byl Viecek ze Studénky, o kterém se je první doklad k roku 1370, za vlády Karla IV. Vedle lokálních nižších šlechticů byl mezi majiteli tvrze i člen panského stavu  Hynek Berka z Dubé a k roku 1391 Jan Lišč ze Zásady majetkově významně zastoupený nižší šlechtic v kraji. Mezi lety 1452 až 1497 byli majiteli tvrze Zajícové z Hazmburka a poté Jan ze Šelmberka.
V první polovině 16. století se majiteli stali Vančurové z Řehnic, Jiřík Vančura v roce 1543 přestavěl tvrz na menší renesanční zámek, vyzdobený psaníčkovým sgrafitem. Vančurovský majetek byl tehdy spojen s hradem Valečov. V roce 1623 se stalo panství a usedlost Studénka majetkem Albrechta z Valdštejna, který zdejší majetek postoupil svému bratranci Maxmiliánu z Valdštejna, zakladateli mnichovohradišťské větve rodu. Zámek již sloužil pouze jako správní budova hraběcího statku, v tomto duchu probíhaly i další úpravy na konci 17. století. Valdštejnové Studénku vlastnili až do 20. století, kdy statek vlivem pozemkové reformy agrárníků získala ve 20. letech firma Schöller z Kosmonos.
Od sedmdesátých let 20. století docházelo postupně k destrukci celého objektu, po roce 2000 se již jednalo o jeho demolici. Impulzem k zahájení alespoň nejnutnějších záchranných prací byla změna vlastnictví objektu. Nový soukromý vlastník začal proměňovat lokalitu a přilehlé zbylé hospodářské budovy v soukromý ranč, o zámek však neprojevoval významněji zájem. Budova byla nicméně staticky zajištěna a z dotací v režii NPÚ byla zbudována nová střecha. V části lokality zároveň proběhl záchranný archeologický průzkum při němž byly objeveny zbytky románského kostela s kryptou.
Součástí zámku ve Studénce byl i gotický pískovcový portál v jihovýchodní části zámku. Ten byl odcizen v roce 2004, později byl lokalizován u soukromého vlastníka v obci Kobylnice na Mladoboleslavsku. Tento stav nebyl dosud dořešen. Zámek a tvrz Studénka přesto patří k významným dokladům malého šlechtického sídla a zemědělského podnikání v období raného novověku.

## Kostel sv. Václava
Kostel stál severozápadně od zámku, u odbočky na příjezdovou komunikaci. Do husitských válek byl kostel farní; později byl spravován z Bakova nad Jizerou. Loď obdélného kostela s trojbokým závěrem byla zbořena v roce 1836 a zdivo použito na výstavbu ovčína. Ještě v roce 1846 zde stála sakristie, později také zbořená. J. Šimák na základě archeologického průzkumu provedeného kolem roku 1930 uvádí, že kostel byl románský, z lomového kamene, o délce chóru 8,5 m. Archeologický průzkum z roku 2005 potvrdil zbytky kostela.

## Osobnosti
- Narodil se zde Karel Chodounský (1843–1931), lékař a alpinista